# 楊祖漢
楊祖漢（1952年—）是出生於英屬香港的中華民國儒學學者，原籍廣東新會。國立臺灣師範大學國文學系及香港新亞研究所哲學組碩士畢業。曾任中國文化大學哲學系教授、國立中央大學儒學研究中心主任，現任國立中央大學中國文學系教授兼文學院院長及人文研究中心主任、鵝湖月刊社社務委員。

## 經歷
楊祖漢在1952年出生於香港，早年就讀粉嶺公立學校及金文泰中學。於香港中學畢業後，因當時中華民國政府肯定中華文化並歡迎僑生來台，於是投考師大國文系。大三回香港時，拜見當代新儒家學者牟宗三與唐君毅。當時適逢牟宗三於香港中文大學退休，應中國文化大學之邀回台講學，借師大教室上課，使得楊祖漢有機會親炙牟宗三。大四時，楊祖漢與王邦雄等人參與《鵝湖學誌》的創辦。師大畢業後，回香港新亞研究所攻讀哲學碩士，1978年取得學位，又回到台灣，於中國文化大學哲學系（1979-2001）、中大中文系（2001-）任教至今。
楊祖漢早年以研究牟宗三思想為主，致力於傳承新儒家的思想，近年來亦對牟說提出修正意見，並長期關注韓國儒學與康德哲學。

## 著作
- 《宋元學案：民族文化大醒覺》（台北：時報出版，1981；簡體字版，北京：九州出版社，2018）
- 王邦雄、曾昭旭、楊祖漢：《論語義理疏解》（台北：鵝湖出版社，1982）
- 王邦雄、曾昭旭、楊祖漢：《孟子義理疏解》（台北：鵝湖出版社，1983）
- 《中庸義理疏解》（台北：鵝湖出版社，1984）
- 《儒學與康德的道德哲學》（台北：文津出版社，1987）
- 《儒家的心學傳統》（台北：文津出版社，1992）
- 王邦雄、岑溢成、楊祖漢、高柏園：《中國哲學史》（台北縣：國立空中大學，1995；再版，台北市：里仁書局，2005）
- 《當代儒學思辨錄》（台北：鵝湖出版社，1998）
- 《從當代儒學的觀點看韓國儒學的重要論爭》（台北：國立台灣大學出版中心，2005；簡體字版，上海：華東師範大學出版社，2008）
- 楊祖漢、許惠敏：《近思錄》（香港：中華書局，2015；簡體字版，北京：中信出版社，2016）
- 《從當代儒學觀點看韓國儒學的重要論爭續編》（台北：國立台灣大學出版中心，2017）

## 外部連結
- 國立中央大學中國文學系－楊祖漢

1. ↑   (PDF). 文訊雜誌. 2001-07  [2021-09-09]. （原始内容存档 (PDF)于2021-09-08）.